# Donald Weinstein
Donald Weinstein (Rochester, 13 marzo 1926 – Tucson, 13 dicembre 2015) è stato uno storico statunitense.

## Biografia
È nato a Rochester, nello Stato di New York.
Ha studiato al Denison College.
Nel 1944 venne arruolato nell’esercito americano e combatté nella seconda guerra mondiale, in seguito alla quale ricevette una ‘Bronze Star Medal’ per comportamento eroico.
Nel 1950 si laureò presso l’università di Chicago in seguito fu un ‘Fulbright scholar’ all’università di Firenze e fellow in prestigiosi istituti di ricerca sia negli Stati Uniti che in Italia. Nel 1957 ottenne un PhD dall’università dell’Iowa con una tesi di dottorato sul predicatore italiano Girolamo Savonarola. Tra i suoi maestri ci furono alcuni degli storici più celebri dell’epoca: Delio Cantimori, Eugenio Garin e George Mosse. Insegnò storia alla Roosevelt University di Chicago e alla Rutgers University in New Jersey. Nel 1978 si spostò alla università dell’Arizona, prima di andare in pensione nel 1992.
Unì al lavoro accademico la passione politica e il servizio alla sua comunità, e dopo essere andato in pensione fu un volontario per la stazione dei vigili del fuoco di Sonoita, in Arizona.

## Ricerca
La sua ricerca fu incentrata sulla storia del Rinascimento italiano. I suoi studi principali hanno come tema la figura del predicatore domenicano Girolamo Savonarola e la Firenze del Quattrocento. Nel 1970 la sua fondamentale monografia “Savonarola and Florence: Prophecy and Patriotism in the Renaissance” (pubblicata in traduzione italiana nel 1976) trasformò radicalmente l’approcciò allo studio di Savonarola e del suo contesto storico. Weinstein non soltanto mostrò che Savonarola adattò il suo messaggio profetico al mutato contesto storico fiorentino in cui visse, ma dimostrò che l’approcciò religioso del frate alla politica era perfettamente coerente (e non in contrasto) con la cultura del Rinascimento. Il suo libro fu definito "il miglior libro su Savonarola mai scritto in qualsiasi lingua ".
Dopo altri lavori su vari temi di storia religiosa e politica italiana del Quattro-Cinquecento, nel 2011 ritornò a Savonarola con un'importante biografia intitolata “Savonarola: The Rise and Fall of a Renaissance Prophet”, poi tradotta in italiano nel 2013. Questo libro incorpora i risultati emersi dalle molte pubblicazioni apparse nei decenni precedenti e supera il tradizionale approccio agiografico o demonizzatore delle biografie otto-novecentesche. In un’intervista Weinstein affermò che in quel libro aveva voluto condividere due lezioni storiche che aveva imparato: "una: l’inadeguatezza di etichette storiche come “medievale” e “moderno,” e la limitatezza di giudizi morali come “santo,” “fanatico,” “ciarlatano,” e “demagogo”" e "due: le complesse ragioni psicologiche, sociali, politiche e ideologiche che si annidano dietro la fede o il rifiuto verso gli eroi o i leader."
Nel 2016 fu insignito dell’Helen & Howard R. Marraro Prize, assegnato dalla American Historical Association, per il libro “The Duke’s Assassin” di Stefano Dall’Aglio, da lui tradotto dall’italiano all’inglese.

## Opere principali
- Ambassador from Venice: Pietro Pasqualigo in Lisbon 1501. Minneapolis: University of Minnesota Press. 1960.
- The Renaissance and the Reformation. New York: Free Press. 1965. (curatore)
- Savonarola and Florence: Prophecy and Patriotism in the Renaissance, Princeton, Princeton University Press, 1970, ISBN 978-0-691-05184-0. (Traduzione italiana: Savonarola e Firenze. Profezia e patriottismo nel Rinascimento. Bologna: Il Mulino, 1976.)
- Saints and Society: The Two Worlds of Western Christendom, 1000-1700, Chicago, University of Chicago Press, 1982, ISBN 978-0-226-89057-9. (co-curatore con Rudolph Bell)
- The Captain’s Concubine. Love, Honor and Violence in Renaissance Pistoia, Baltimore, Johns Hopkins University Press, 2000, ISBN 978-0-8018-6475-9.
- Heiko A. Oberman, The Two Reformations. The Journey from the Last Days to the New World, New Haven and London, Yale University Press, 2003, ISBN 978-0-300-09868-6. (curatore)
- Savonarola: The Rise and Fall of a Renaissance Prophet, New Haven and London, Yale University Press, 2011, ISBN 978-0-300-11193-4.(Traduzione italiana: Savonarola. Ascesa e caduta di un profeta del Rinascimento. Bologna: Il Mulino, 2013.)
- Stefano Dall'Aglio, The Duke's Assassin. Life and Death of Lorenzino de' Medici, New Haven and London, Yale University Press, 2015, ISBN 978-0-300-18978-0. (traduttore)